# Al-Khor Sports Club
L'Al-Khor Sports Club è una società polisportiva di Al Khawr, città nel nord del Qatar. È nota soprattutto per la squadra di calcio, che milita nella Qatar Stars League, massima divisione del campionato qatariota di calcio, e che ha partecipato alla Coppa dei Campioni del Golfo 2008, uscendo al primo turno e all'edizione 2013 dove arriva secondo.

## Palmarès

### Competizioni nazionali
- Qatar Crown Prince Cup: 1

2005
- Qatar Sheikh Jassem Cup: 1

2003

### Altri piazzamenti
- Qatar Stars League:

Terzo posto: 2000-2001, 2004-2005
- Coppa dell'Emiro del Qatar:

Finalista: 1979-1980, 2005-2006
- Coppa dei Campioni del Golfo:

Finalista: 2013

### Rosa 2024-2025
| N. |                           | Ruolo | Calciatore              |
| -- | ------------------------- | ----- | ----------------------- |
| 1  | Qatar (bandiera)          | P     | Ali Nader Mahmoud       |
| 2  | Egitto (bandiera)         | D     | Khaled Masoud Karib     |
| 4  | Siria (bandiera)          | D     | Khalid Radwan           |
| 5  | Marocco (bandiera)        | D     | Adil Rhaili             |
| 6  | Qatar (bandiera)          | C     | Abdollah Ali Saei       |
| 7  | Qatar (bandiera)          | C     | Saif Hassan Al-Mohanadi |
| 8  | Qatar (bandiera)          | C     | Fares Said              |
| 9  | Iraq (bandiera)           | A     | Ayman Hussein           |
| 10 | Qatar (bandiera)          | C     | Said Brahmi             |
| 11 | Costa d'Avorio (bandiera) | A     | Yohan Boli              |
| 12 | Qatar (bandiera)          | C     | Ibrahim Nasser Kala     |
| 13 | Qatar (bandiera)          | C     | Salmin Atiq             |
| 14 | Qatar (bandiera)          | D     | Ahmed Reyed Mawla       |
| 15 | Qatar (bandiera)          | C     | Nayef Mubarak Abdullah  |
| 16 | Algeria (bandiera)        | C     | Khalil Zohir            |
| 17 | Qatar (bandiera)          | D     | Abdalaziz Hazaa         |

| N. |                                 | Ruolo | Calciatore             |
| -- | ------------------------------- | ----- | ---------------------- |
| 18 | Qatar (bandiera)                | C     | Eisa Al-Muhannadi      |
| 19 | Francia (bandiera)              | C     | Abdallah Nouri         |
| 20 | Qatar (bandiera)                | C     | Ahmed Al-Mohanadi      |
| 22 | Qatar (bandiera)                | P     | Abdulrahman Al-Shaibah |
| 23 | Egitto (bandiera)               | A     | Youssef Adel Ragab     |
| 24 | Sudan (bandiera)                | C     | Hussien Adil Karar     |
| 25 | Egitto (bandiera)               | D     | Abdallah Khaled        |
| 26 | Libia (bandiera)                | C     | Abdalhamid Naser       |
| 27 | Egitto (bandiera)               | C     | Jasser Yahya           |
| 30 | Francia (bandiera)              | D     | Malik Hassan           |
| 31 | Inghilterra (bandiera)          | P     | Ahmed Kone             |
| 35 | Portogallo (bandiera)           | D     | Rúben Semedo           |
| 77 | Qatar (bandiera)                | D     | Abdulrahman Rashid     |
| 94 | Algeria (bandiera)              | C     | Sofiane Hanni          |
|    | Mandato di Palestina (bandiera) | D     | Adnan Mustafa Abuzour  |
|    | Qatar (bandiera)                | D     | Ibrahim Al-Saeed       |